# Andreas Windhuis

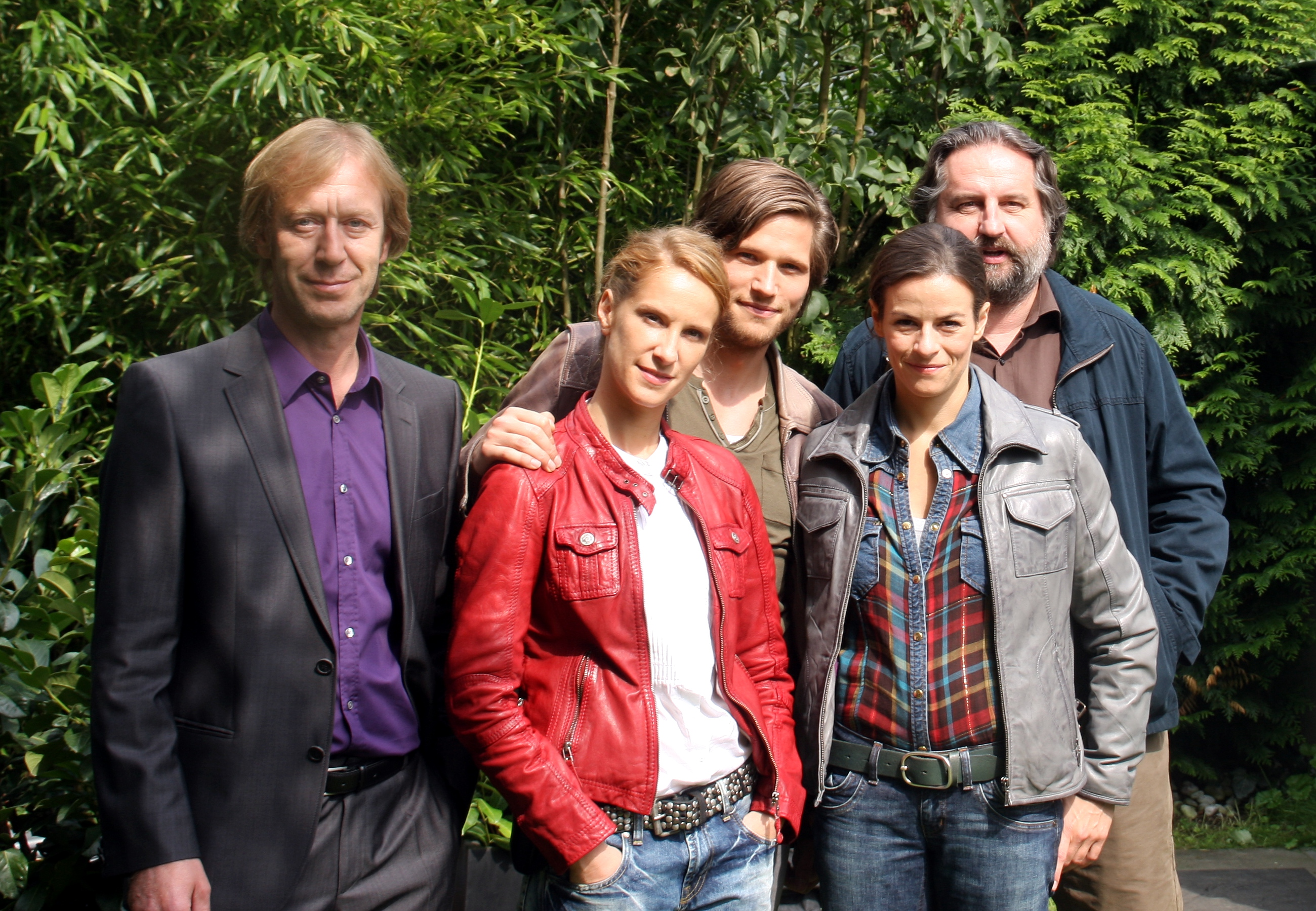
Andreas Windhuis (rechts) mit dem Ensemble von „Countdown – Die Jagd beginnt“

Andreas Windhuis (* 1962 in Alpen) ist ein deutscher Schauspieler.

## Leben
Andreas Windhuis absolvierte seine Schauspielausbildung von 1984 bis 1988 an der Hochschule für Musik und Theater Saarbrücken und schloss sein Studium mit dem Diplom ab. Nach seinem Anfängerengagement am Theater Augsburg gastierte Andreas Windhuis unter anderem an den Stadttheatern Klagenfurt und Krefeld, am Schauspiel Köln, der Deutschen Oper am Rhein und dem Theater an der Kö.
Dem breiten Publikum wurde er ab 2000 als Kommissar Guido Kroppeck mit der deutschen Fernsehserie Der Fahnder bekannt. Auch danach spielte Andreas Windhuis Rollen unter anderem in Vanessa Jopps Kinofilm Meine schöne Bescherung und in verschiedenen Tatort-Folgen. In der 2009 produzierten RTL-Fernsehserie Countdown – Die Jagd beginnt spielt er die Hauptrolle des Klaus Frings.
Windhuis lebt in Hamburg. Neben der Schauspielarbeit leitet er zusammen mit seiner Frau eine Schauspielagentur.

## Filmografie (Auswahl)
- 1987: Die Katrin wird Soldat (ARD, Regie: Peter Deutsch)
- 1988: Liebesgeschichten (ARD, Regie: Peter Deutsch)
- 1997: Das elfte Gebot (ARD, Regie: Rainer Bär)
- 1998: You Are Dead (Kino, Regie: Andy Hurst)
- 1999: Tatort – Licht und Schatten (ARD, Regie: Hajo Gies)
- 1999: Schimanski – Sehnsucht
- 1999: Die Todesgrippe von Köln (Sat.1, Regie: Christiane Balthasar)
- 1999: Zechenblues (RTL, Regie: Jürgen Weber)
- 1999: Nesthocker (ZDF, Regie: Franziska Meyer Price)
- 2000–2001: Der Fahnder (26 Folgen) (ARD, Regie: Michael Zens, Peter Adam, Hans Noever, Martin Eigler, Ed Herzog, Lars Montag, Ulrike Hamacher, Georg Schiemann und andere)
- 2001: Junimond (Kino, Regie: Hanno Hackfort)
- 2001: SOKO Köln - Tour de Cologne (ZDF, Regie: Martin Eigler)
- 2003: Rotlicht (ZDF, Regie: Sigi Rothemund)
- 2004: Richtung Leben (Kurzfilm, Regie: Stephan Rick, Auszeichnungen: Filmschau Baden-Württemberg, Filmfest Krakau, Studio Hamburg Nachwuchspreis, Sehsüchte Potsdam, first film Festival Neu-Delhi)
- 2004: SOKO Köln – Die stumme Zeugin
- 2006: Tatort – Blutdiamanten (ARD, Regie: Martin Eigler)
- 2006: Allein gegen die Angst (ZDF, Regie: Martin Eigler)
- 2006: Ein Fall für zwei – Der verlorene Sohn (ZDF, Regie: Uli Möller)
- 2006: Verrückt nach Clara (3 Episoden)
- 2007: Der Staatsanwalt – Glückskinder (ZDF, Regie: Peter F. Bringmann)
- 2007: Ein unverbesserlicher Dickkopf (ARD, Regie Michael Faust)
- 2007: Meine schöne Bescherung (Kino, Regie: Vanessa Jopp)
- 2007: Bloch – Der Kinderfreund (ARD/WDR, Regie: Züli Aladag)
- 2008: Notruf Hafenkante – Ausnahmezustand (ZDF, Regie: Thomas Durchschlag)
- 2008: Die Rosenheim-Cops – Der süße Tod (ZDF, Regie: Gunter Krää)
- 2008: SOKO Köln – Die stumme Zeugin (ZDF, Regie: Oren Schmuckler)
- 2008: Maja (9 Episoden, ProSieben, Regie: Granz Henman)
- 2009: Der Kapitän – Piraten (ZDF, Regie: Axel Barth)
- 2008–2009: Rennschwein Rudi Rüssel (6 Episoden, ARD/WDR, Regie: Wolfgang Groos)
- 2008–2009: Countdown – Die Jagd beginnt (26 Episoden, RTL, Regie: Christian Theede)
- 2009: Tatort – Neuland (ARD, Regie: Manuel Flurin Hendry)
- 2009: Tatort – Kassensturz (ARD, Regie: Lars Montag)
- 2009: Kommissar Stolberg (ZDF, Regie: Michael Schneider)
- 2010: Scheidung für Fortgeschrittene
- 2010: Snowman’s Land
- 2010: Fortbildung Elf
- 2010: Wilsberg – Gefahr im Verzug
- 2011: Ein Fall für die Anrheiner (ARD/WDR)
- 2011: Eine Insel namens Udo
- 2011: Ein Tick anders
- 2011: Lollipop Monster
- 2012: Bella Block: Der Fahrgast und das Mädchen
- 2012: Halbe Hundert
- 2012: Schleuderprogramm
- 2013: Stubbe – Von Fall zu Fall: Tödliche Bescherung
- 2013: Der letzte Bulle (Fernsehserie, Folge Die Jagd beginnt)
- 2013: Kleine Schiffe
- 2013, 2021: SOKO Köln (Fernsehserie, Folgen Unter Druck, Wohnungsnot)
- 2013–2014: Schloss Einstein
- 2014: Dora Heldt: Unzertrennlich
- 2014: Herzensbrecher – Vater von vier Söhnen (Fernsehserie, Folge Versteckte Wahrheiten)
- 2015: Liebe am Fjord – Unterm Eis
- 2015: Heldt (Fernsehserie, Folge Immer Ärger mit Harry)
- 2015: Große Fische, kleine Fische
- 2015: Kleine Ziege, sturer Bock
- 2017: Eltern allein zu Haus: Die Winters (Filmtrilogie, Film 2)
- 2019: Notruf Hafenkante (Fernsehserie, Folge Dunkle Welten)
- 2019: Stralsund: Doppelkopf (Fernsehreihe)
- 2020: Pohlmann und die Zeit der Wünsche (Fernsehfilm)
- 2021: Friesland: Haifischbecken
- 2022: Trügerische Sicherheit
- 2023: In aller Freundschaft – Die jungen Ärzte (Fernsehserie, Folgen Wahrheit tut weh, Alles geben)
- 2023: SOKO Stuttgart (Fernsehserie, Folge Süßer Tod)
- 2023: Paradise
- 2023: Großstadtrevier (Fernsehserie, Folge Flüssiges Gold)
- 2024: SOKO Hamburg (Fernsehserie, Folge Tod in bester Lage)